# Chthonius aquasanctae
Espèce
Chthonius aquasanctae est une espèce de pseudoscorpions de la famille des Chthoniidae.

## Distribution
Cette espèce est endémique de Serbie. Elle se rencontre dans la grotte Pečina Sveta Voda à Lučani.

## Description
La femelle holotype mesure 1,35 mm et le mâle paratype 1,215 mm.

## Publication originale
- Ćurčić, Rađa, Dimitrijević, Makarov & Milinčić, 2011 : A new cave Pseudoscorpion from Serbia (Pseudoscorpiones, Chthoniidae). Archives of Biological Sciences, vol. 63, no 4, p. 1257-1263.